# Santorinis flygplats
Santorinis flygplats (IATA: JTR, ICAO: LGSR) (grekiska: Κρατικός Αερολιμένας Σαντορίνης) är en flygplats på ön Santorini, Grekland som är belägen omedelbart norr om den lilla byn Kamari. Flygplatsen är både civil och militär och har dagliga flygförbindelser till Aten. Flygplatsen är en av de få större flygplatserna i ögruppen Kykladerna.